# Пон-де-Монвер - Сюд-Мон-Лозер
Пон-де-Монвер - Сюд-Мон-Лозер (фр. Pont de Montvert - Sud Mont Lozère) — муніципалітет у Франції, у регіоні Окситанія, департамент Лозер. Пон-де-Монвер - Сюд-Мон-Лозер утворено 1 січня 2016 року шляхом злиття муніципалітетів Фрессіне-де-Лозер, Ле-Пон-де-Монвер i Сен-Морис-де-Ванталон. Адміністративним центром муніципалітету є Ле-Пон-де-Монвер. Населення — 545 осіб (01.01.2021).